# 石岡史子
石岡 史子（いしおか ふみこ、1970年 - ）は、日本の教育者、翻訳家。特定非営利活動法人ホロコースト教育資料センター理事長。愛知教育大学、神戸学院大学、早稲田大学非常勤講師。

## 略歴
1970年（昭和45年）、東京都生まれ。1988年（平成1年）、神奈川県立生田高等学校卒業。1995年（平成7年）に、教育問題・南北問題・女性の人権などを学んでいた英国のリーズ大学開発学部の大学院を修了。1997年（平成9年）、NGO団体による「アンネ・フランクの会」展示教育館開設時より、事務局次長としてその活動に携わる。翌年10月、同教育館を改名・移転後、再出発した特定非営利活動法人「ホロコースト教育資料センター」の理事長に就任。
自身も作中人物として登場する、代表的な翻訳書『ハンナのかばん - アウシュビッツからのメッセージ』が、児童書部門でベストセラーになり、第49回青少年読書感想文全国コンクール課題図書に選定される。また同書に描かれている活動に対して、カナダのヨーク大学より名誉博士号が授与される。アンネ・フランク、杉原千畝、「ハンナのかばん」などを題材にして、国内外の小学校から大学まで、これまでに約1,200校の訪問授業を行っている。2010年（平成22年）より5年間、愛知教育大学講師（共通科目「平和と人権」を担当）。神戸学院大学客員教授。2015年8月より、大学生協企画「テーマのある旅」の「ヨーロッパピーススタディツアー」でアウシュヴィッツやベルリンなどへ学生を引率する。

## 年表
- 1995年（平成7年）、英国のリーズ大学開発学部大学院。
- 1998年（平成10年）10月、特定非営利活動法人ホロコースト教育資料センター理事長に就任。
- 2004年（平成16年）、カナダのヨーク大学より名誉博士号（Ph.D in Education）を授与される。
- 2006年（平成18年）7月30日、愛知県教育委員会後援「新英語教育研究会」（第43回全国大会）において、「ハンナのかばんと私」と題する講演を行う。
- 2007年（平成19年）11月11日、童劇「プーポ」の創立50周年記念公演で、『ハンナのかばん〜アウシュビッツからのメッセージ』（会津若松市文化センター）が上演される。『月刊コミックブンブン』（ポプラ社）に、『ハンナのかばん』が、近藤たかしの漫画で連載される。
- 2008年（平成20年）、フェリス女学院大学で、「人物を通して学ぶホロコーストの歴史」と題する公開講座を催す。
- 2010年11月4日、愛知淑徳大学の英文学会において、「ハンナのかばんー悲しみを希望に変えて」と題する講演を行う[4]。愛知教育大学非常勤講師。
- 2011年（平成23年)、監修者として協力した、劇団銅羅による劇作『ハンナのかばん』[5]が、文化庁平成23年度「子どものための優れた舞台芸術体験事業」に選出される。高校用英語教科書『BIG DIPPPER English Course I』（数研出版）に「ハンナのかばん」が採択される。
- 2012年（平成24年）1月27日から4日間、英スコットランド政府主催のイベントで、「ハンナのかばん」をテーマに講演。12月4日、法政大学・国際交流センター主催のシンポジウム「人道外交の意義―ユダヤ人を救った外交官」で「ラウル・ワレンバーグ氏の業績と意義について」と題する基調講演を行う。
- 2015年（平成27年）8月、大学生協企画の「テーマのある旅」のヨーロッパピーススタディツアーの引率をはじめる。
- 2015年（平成27年）12月、熊本県のソロプチミスト日本財団より平成27年度社会貢献賞を授与される。
- 2016年（平成28年）1月、米国、ワシントン大学より特別功労賞を授与される(Distinguished Service Award)
- 2016年（平成28年）11月、ニューヨークの国連本部より招待を受け、パネルディスカッション(Holocaust Remembrance and Public Memorials:the Complexities and Challenges of Facing the Past)でNPO法人ホロコースト教育資料センターの活動を発表する。
- 2022年4月より早稲田大学非常勤講師

## 著作

### 共著
- Fumiko Ishioka & George Brady, Hana's Suitcase. Audiobook by CD, CBC Radio Canada,  2004. ISBN 0660192705
- 石岡史子・安藤富雄共著『Hana's Suitcase』三友社 ISBN 4-88322-424-4
- 石岡史子・岡裕人共著『「ホロコーストの記憶」を歩く - 過去を見つめ未来へ向かう旅ガイド』子どもの未来社 ISBN 978-4-86412-109-5

### 翻訳
- クライヴ・A. ロートン『なぜ、おきたのか?―ホロコーストのはなし』岩崎書店、2000年　ISBN 4-265800-90-4
- カレン・レビン『ハンナのかばん―アウシュビッツからのメッセージ』ポプラ社、2002年 ISBN 4-591073-09-2
- カレン・レビン『ハンナのかばん―アウシュビッツからのメッセージ（ポプラポケット文庫）』ポプラ社、2006年 ISBN 4-591091-95-3
- カレン・レビン『ハンナのかばん―アウシュビッツからのメッセージ（コミック版）』ポプラ社、2007年 ISBN 4-591098-79-6
- キャシー・ケイサー『エーディト、ここなら安全よ―ユダヤ人迫害を生きのびた少女の物語』ポプラ社、2007年 ISBN 4-591098-45-1